# Kuf
Kuf (někdy též kof; hebrejsky קוֹף‎, znak ק) je devatenácté písmeno hebrejské abecedy.
Ve své symbolice představuje kuf ucho jehly nebo týl.

## Hebrejština
V moderní hebrejštině se kuf vyslovuje jako k a netvoří se výslovnostní rozdíl s kaf.
V systému hebrejských číslic představuje kuf číslici 100.
| Možnosti psaní kuf | Možnosti psaní kuf | Možnosti psaní kuf     | Možnosti psaní kuf | Možnosti psaní kuf |
| Tištěné varianty   | Tištěné varianty   | Tištěné varianty       | Psací kurzíva      | Písmo raši         |
| Serif              | Sans-serif         | Neproporcionální písmo | Psací kurzíva      | Písmo raši         |
| ------------------ | ------------------ | ---------------------- | ------------------ | ------------------ |
| ק                  | ק                  | ק                      |                    |                    |